# Омберју-он-Бужи
Омберју-он-Бужи (фр. Ambérieu-en-Bugey) насеље је и општина у источној Француској у региону Рона-Алпи, у департману Ен (Рона-Алпи) која припада префектури Belley.
По подацима из 2011. године у општини је живело 13.839 становника, а густина насељености је износила 562,56 становника/km². Општина се простире на површини од 24,60 km². Налази се на средњој надморској висини од 247 метара (максималној 753 m, а минималној 237 m).

## Демографија
| 1962. | 1968. | 1975. | 1982. | 1990.  | 1999.  | 2011.  |
| ----- | ----- | ----- | ----- | ------ | ------ | ------ |
| 7.748 | 8.949 | 9.550 | 9.737 | 10.455 | 11.436 | 13.839 |

График промене броја становника у току последњих година